# Hans Jendretzky
 (février 2025).
Hans Jendretzky (né le 20 juillet 1897 à Berlin, mort le 2 juillet 1992 dans la même ville) est un homme politique communiste allemand.

## Biographie
Fils d'un imprimeur, Hans Jendretzky apprend la serrurerie. En 1919, il adhère au Parti social-démocrate indépendant d'Allemagne (USPD) puis l'année suivante au Parti communiste d'Allemagne (KPD), dont il devient permanent en 1926. Il dirige le Roter Frontkämpferbund à Berlin et est membre de 1928 à 1932 du parlement prussien. En 1933 et 1934, il intègre le bureau du KPD pour le district de Berlin. En 1934, il est arrêté par les nazis et condamné à trois ans pour « préparation d'une entreprise de haute trahison ». Il est interné à Luckau,  puis déporté à Sachsenhausen ; il est libéré en 1938. Il reprend alors son métier de serrurier. En 1943 et 1944, il fait partie du réseau de résistance animé par Anton Saefkow et est de nouveau arrêté en 1944. En octobre 1944, il est condamné à trois ans d'emprisonnement, qu'il purge à la prison de Brandebourg puis Nuremberg. Il s'échappe en avril 1945.
Après la Seconde Guerre mondiale, Jendretzky participe à la reconstruction du Parti communiste et est cosignataire de l'appel du KPD du 11 juin 1945. Il est conseiller municipal chargé du Travail au sein de la Magistrature de Berlin en 1945-1946. En 1946, il est l'un des fondateurs du syndicat FDGB dans la zone d'occupation soviétique en Allemagne et en est son président jusqu'en 1948. De 1948 à 1953, il est le président du Parti socialiste unifié d'Allemagne (SED) à Berlin. Jendretzky est également membre du comité exécutif et est candidat  en 1950 pour le bureau politique.
Sa carrière politique s'arrête en 1953, après l'éviction du groupe Zaisser-Herrnstadt à la suite de l'insurrection de juin 1953 en Allemagne de l'Est. En août 1953, il est remplacé par Alfred Neumann comme premier secrétaire du district du SED à Berlin. Il reste cependant président du district de Neubrandenbourg de 1953 à 1957. Après le XXe congrès du Parti communiste de l'Union soviétique, il obtient sa réhabilitation, en février 1957 ; il est coopté en tant que membre du comité central du SED avec Alexander Abusch et Franz Dahlem. En février 1958, il succède à Franz Peplinski comme adjoint au ministère de l'Intérieur de la RDA et secrétaire d'État aux affaires des conseils locaux. En 1960-1961, il est secrétaire d'État et chef du secrétariat du Conseil des ministres, ministre et chef de la Commission centrale pour le contrôle de l'État de novembre 1961 à mai 1963 à la place d'Ernst Wabra. De mai 1963 à 1965, il est membre de la présidence et secrétaire du comité exécutif fédéral du FDGB.
Hans Jendretzky est membre de la Chambre du peuple de 1950 à 1954 et de nouveau en 1958. En 1965, il prend la présidence du groupe parlementaire FDGB. En 1989, il est le doyen pour l'organisation de la Chambre du peuple. Il arrête la politique au moment de la réunification.